# Trente-et-unième district congressionnel du Texas
Le 31e district congressionnel du Texas couvre une bande du centre du Texas, depuis la banlieue nord d'Austin jusqu'à Temple et Gatesville.
Le district est centré autour des comtés de Bell et Williamson, deux comtés de banlieue à croissance rapide au nord d'Austin ; il comprend la partie du Comté de Williamson d'Austin lui-même. Il comprend également une grande partie de la zone entourant Fort Cavazos (anciennement Fort Hood), ce qui confère au district une forte présence militaire, ainsi que quatre comtés ruraux au nord et à l'ouest du district.
Le Représentant de ce district depuis sa création est le Républicain John Carer. Le 31e district est l'un des deux seuls districts du Texas (l'autre étant le 36e district) à n'avoir jamais été représenté par un membre du Parti Démocrate.

## Historique de vote
| Année | Poste      | Résultats              |
| ----- | ---------- | ---------------------- |
| 2004  | Président  | Bush 67,0 % – 33,0 %   |
| 2008  | Président  | McCain 56,0 % – 43,0 % |
| 2012  | Président  | Romney 59,6 % – 38,3 % |
| 2016  | Président  | Trump 53,5 % – 40,8 %  |
| 2018  | Sénat      | Cruz 50,0 % – 48,0 %   |
| 2018  | Gouverneur | Abbott 56,2 % – 41,5 % |
| 2020  | Président  | Trump 50,0 % – 48,0 %  |

## Liste des Représentants du district
| Membre                            | Parti       | Années                   | Congrès     | Histoire électorale | Zone géographique                                                                                       |
| --------------------------------- | ----------- | ------------------------ | ----------- | --- | --- |
| District établi le 3 janvier 2003 |             |                          |             | | |
| John Carter                       | Républicain | 3 janvier 2003 - Présent | 108e - 119e | Élu en 2002. Réélu en 2004. Réélu en 2006. Réélu en 2008. Réélu en 2010. Réélu en 2012. Réélu en 2014. Réélu en 2016. Réélu en 2018. Réélu en 2020. Réélu en 2022. Réélu en 2024. | 2003–2005 Austin, Bastrop, Brazos, Burleson, Harris, Lee, Waller, Washington et Williamson              |
| John Carter                       | Républicain | 3 janvier 2003 - Présent | 108e - 119e | Élu en 2002. Réélu en 2004. Réélu en 2006. Réélu en 2008. Réélu en 2010. Réélu en 2012. Réélu en 2014. Réélu en 2016. Réélu en 2018. Réélu en 2020. Réélu en 2022. Réélu en 2024. | 2005–2013 Bell, Coryell, Erath, Falls, Hamilton, Milam, Robertson (en partie) et Williamson (en partie) |
| John Carter                       | Républicain | 3 janvier 2003 - Présent | 108e - 119e | Élu en 2002. Réélu en 2004. Réélu en 2006. Réélu en 2008. Réélu en 2010. Réélu en 2012. Réélu en 2014. Réélu en 2016. Réélu en 2018. Réélu en 2020. Réélu en 2022. Réélu en 2024. | 2013–2023 Bell (en partie) et Williamson                                                                |
| John Carter                       | Républicain | 3 janvier 2003 - Présent | 108e - 119e | Élu en 2002. Réélu en 2004. Réélu en 2006. Réélu en 2008. Réélu en 2010. Réélu en 2012. Réélu en 2014. Réélu en 2016. Réélu en 2018. Réélu en 2020. Réélu en 2022. Réélu en 2024. | 2023–Présent Bell (en partie), Bosque, Burnet, Coryell, Hamilton et Williamson (en partie)              |

## Résultats des récentes élections
Voici les résultats des récentes élections dans le district.

## Frontières historiques du district

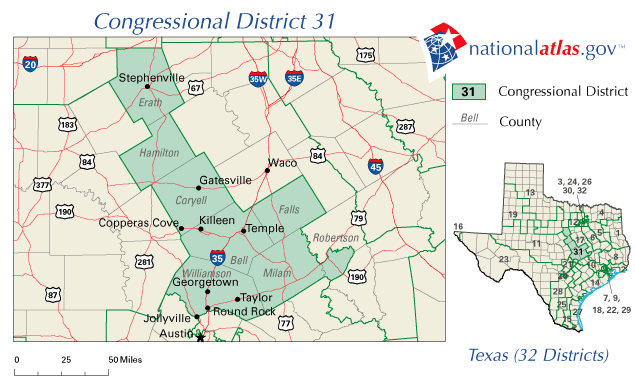
2007 - 2013

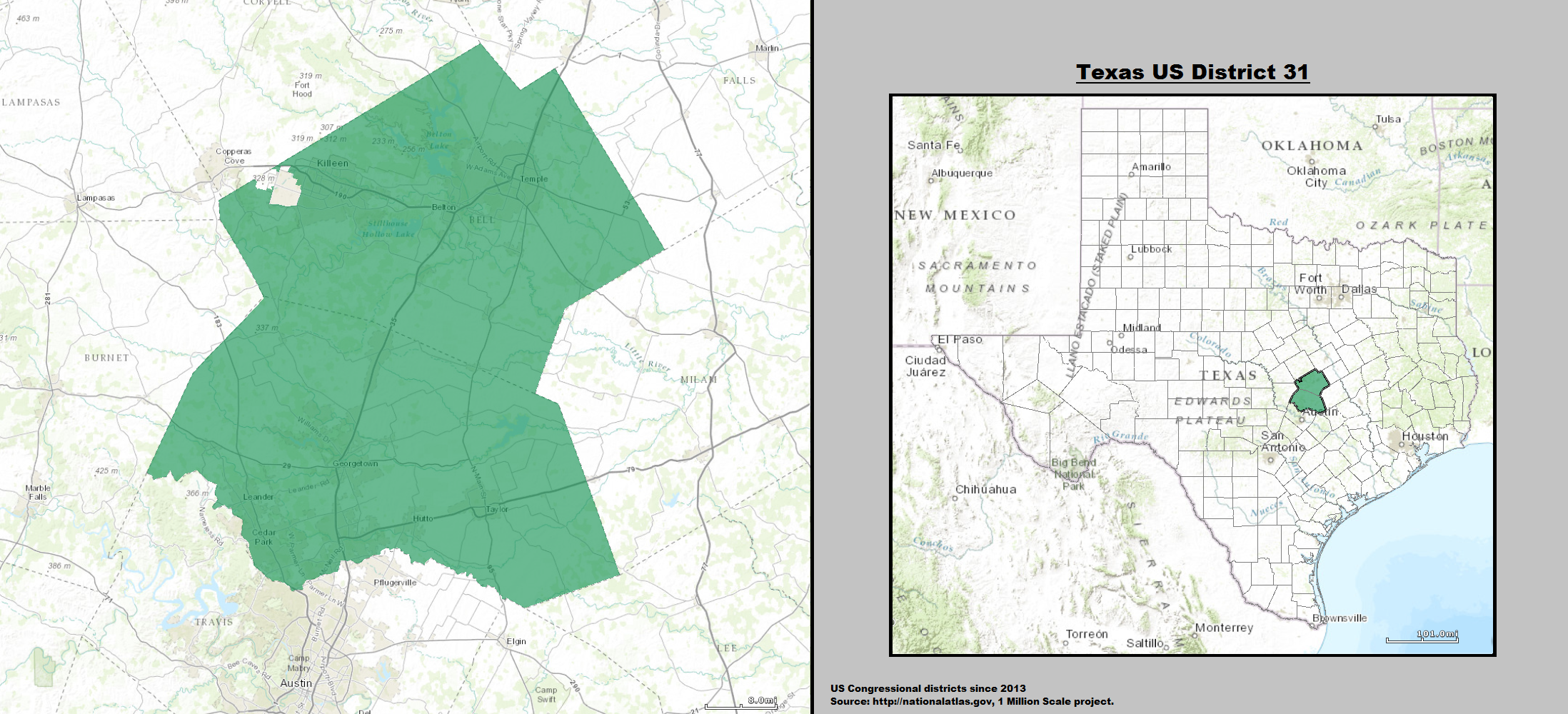
2013 - 2023

### 2004
| Élection de 2004 du 31e district congressionnel du Texas | Élection de 2004 du 31e district congressionnel du Texas | Élection de 2004 du 31e district congressionnel du Texas | Élection de 2004 du 31e district congressionnel du Texas | Élection de 2004 du 31e district congressionnel du Texas |
| -------------------------------------------------------- | -------------------------------------------------------- | -------------------------------------------------------- | -------------------------------------------------------- | -------------------------------------------------------- |
| Parti                                                    | Parti                                                    | Candidat                                                 | Votes                                                    | %                                                        |
|                                                          | Républicain                                              | John Carter (sortant)                                    | 160 247                                                  | 64,8                                                     |
|                                                          | Démocrate                                                | Jon Porter                                               | 80 292                                                   | 32,5                                                     |
|                                                          | Libertarien                                              | Celeste Adams                                            | 6888                                                     | 2,8                                                      |
| Total des votes                                          | Total des votes                                          | Total des votes                                          | 247 427                                                  | 100 %                                                    |
|                                                          | Les Républicains conservent                              |                                                          |                                                          |                                                          |

### 2006
| Élection de 2006 du 31e district congressionnel du Texas | Élection de 2006 du 31e district congressionnel du Texas | Élection de 2006 du 31e district congressionnel du Texas | Élection de 2006 du 31e district congressionnel du Texas | Élection de 2006 du 31e district congressionnel du Texas |
| -------------------------------------------------------- | -------------------------------------------------------- | -------------------------------------------------------- | -------------------------------------------------------- | -------------------------------------------------------- |
| Parti                                                    | Parti                                                    | Candidat                                                 | Votes                                                    | %                                                        |
|                                                          | Républicain                                              | John Carter (sortant)                                    | 90 869                                                   | 58,5                                                     |
|                                                          | Démocrate                                                | Mary Beth Harrell                                        | 60 293                                                   | 38,8                                                     |
|                                                          | Libertarien                                              | Matt McAdoo                                              | 4221                                                     | 2,7                                                      |
| Total des votes                                          | Total des votes                                          | Total des votes                                          | 155 383                                                  | 100 %                                                    |
|                                                          | Les Républicains conservent                              |                                                          |                                                          |                                                          |

### 2008
| Élection de 2008 du 31e district congressionnel du Texas | Élection de 2008 du 31e district congressionnel du Texas | Élection de 2008 du 31e district congressionnel du Texas | Élection de 2008 du 31e district congressionnel du Texas | Élection de 2008 du 31e district congressionnel du Texas |
| -------------------------------------------------------- | -------------------------------------------------------- | -------------------------------------------------------- | -------------------------------------------------------- | -------------------------------------------------------- |
| Parti                                                    | Parti                                                    | Candidat                                                 | Votes                                                    | %                                                        |
|                                                          | Républicain                                              | John Carter (sortant)                                    | 175 563                                                  | 60,3                                                     |
|                                                          | Démocrate                                                | Brian Ruiz                                               | 106 559                                                  | 36,6                                                     |
|                                                          | Libertarien                                              | Barry Cooper                                             | 9182                                                     | 3,2                                                      |
| Total des votes                                          | Total des votes                                          | Total des votes                                          | 291 304                                                  | 100 %                                                    |
|                                                          | Les Républicains conservent                              |                                                          |                                                          |                                                          |

### 2010
| Élection de 2010 du 31e district congressionnel du Texas | Élection de 2010 du 31e district congressionnel du Texas | Élection de 2010 du 31e district congressionnel du Texas | Élection de 2010 du 31e district congressionnel du Texas | Élection de 2010 du 31e district congressionnel du Texas |
| -------------------------------------------------------- | -------------------------------------------------------- | -------------------------------------------------------- | -------------------------------------------------------- | -------------------------------------------------------- |
| Parti                                                    | Parti                                                    | Candidat                                                 | Votes                                                    | %                                                        |
|                                                          | Républicain                                              | John Carter (sortant)                                    | 126 384                                                  | 82,5                                                     |
|                                                          | Libertarien                                              | Bill Oliver                                              | 26 735                                                   | 17,5                                                     |
| Total des votes                                          | Total des votes                                          | Total des votes                                          | 153 119                                                  | 100 %                                                    |
|                                                          | Les Républicains conservent                              |                                                          |                                                          |                                                          |

### 2012
| Élection de 2012 du 31e district congressionnel du Texas | Élection de 2012 du 31e district congressionnel du Texas | Élection de 2012 du 31e district congressionnel du Texas | Élection de 2012 du 31e district congressionnel du Texas | Élection de 2012 du 31e district congressionnel du Texas |
| -------------------------------------------------------- | -------------------------------------------------------- | -------------------------------------------------------- | -------------------------------------------------------- | -------------------------------------------------------- |
| Parti                                                    | Parti                                                    | Candidat                                                 | Votes                                                    | %                                                        |
|                                                          | Républicain                                              | John Carter (sortant)                                    | 145 348                                                  | 61,3                                                     |
|                                                          | Démocrate                                                | Stephen M. Wyman                                         | 82 977                                                   | 35,0                                                     |
|                                                          | Libertarien                                              | Ethan Garofalo                                           | 8862                                                     | 3,7                                                      |
| Total des votes                                          | Total des votes                                          | Total des votes                                          | 237 187                                                  | 100 %                                                    |
|                                                          | Les Républicains conservent                              |                                                          |                                                          |                                                          |

### 2014
| Élection de 2014 du 31e district congressionnel du Texas | Élection de 2014 du 31e district congressionnel du Texas | Élection de 2014 du 31e district congressionnel du Texas | Élection de 2014 du 31e district congressionnel du Texas | Élection de 2014 du 31e district congressionnel du Texas |
| -------------------------------------------------------- | -------------------------------------------------------- | -------------------------------------------------------- | -------------------------------------------------------- | -------------------------------------------------------- |
| Parti                                                    | Parti                                                    | Candidat                                                 | Votes                                                    | %                                                        |
|                                                          | Républicain                                              | John Carter (sortant)                                    | 91 607                                                   | 64,0                                                     |
|                                                          | Démocrate                                                | Louie Minor                                              | 45 715                                                   | 32,0                                                     |
|                                                          | Libertarien                                              | Scott Ballard                                            | 5706                                                     | 4,0                                                      |
| Total des votes                                          | Total des votes                                          | Total des votes                                          | 143 028                                                  | 100 %                                                    |
|                                                          | Les Républicains conservent                              |                                                          |                                                          |                                                          |

### 2016
| Élection de 2016 du 31e district congressionnel du Texas | Élection de 2016 du 31e district congressionnel du Texas | Élection de 2016 du 31e district congressionnel du Texas | Élection de 2016 du 31e district congressionnel du Texas | Élection de 2016 du 31e district congressionnel du Texas |
| -------------------------------------------------------- | -------------------------------------------------------- | -------------------------------------------------------- | -------------------------------------------------------- | -------------------------------------------------------- |
| Parti                                                    | Parti                                                    | Candidat                                                 | Votes                                                    | %                                                        |
|                                                          | Républicain                                              | John Carter (sortant)                                    | 166 060                                                  | 58,4                                                     |
|                                                          | Démocrate                                                | Mike Clark                                               | 103 852                                                  | 36,5                                                     |
|                                                          | Libertarien                                              | Scott Ballard                                            | 14 676                                                   | 5,2                                                      |
| Total des votes                                          | Total des votes                                          | Total des votes                                          | 284 588                                                  | 100 %                                                    |
|                                                          | Les Républicains conservent                              |                                                          |                                                          |                                                          |

### 2018
| Élection de 2018 du 31e district congressionnel du Texas | Élection de 2018 du 31e district congressionnel du Texas | Élection de 2018 du 31e district congressionnel du Texas | Élection de 2018 du 31e district congressionnel du Texas | Élection de 2018 du 31e district congressionnel du Texas |
| -------------------------------------------------------- | -------------------------------------------------------- | -------------------------------------------------------- | -------------------------------------------------------- | -------------------------------------------------------- |
| Parti                                                    | Parti                                                    | Candidat                                                 | Votes                                                    | %                                                        |
|                                                          | Républicain                                              | John Carter (sortant)                                    | 144 680                                                  | 50,6                                                     |
|                                                          | Démocrate                                                | Mary Jennings Hegar                                      | 136 362                                                  | 47,7                                                     |
|                                                          | Libertarien                                              | Jason Hope                                               | 4965                                                     | 1,7                                                      |
| Total des votes                                          | Total des votes                                          | Total des votes                                          | 286 007                                                  | 100 %                                                    |
|                                                          | Les Républicains conservent                              |                                                          |                                                          |                                                          |

### 2020
| Élection de 2020 du 31e district congressionnel du Texas | Élection de 2020 du 31e district congressionnel du Texas | Élection de 2020 du 31e district congressionnel du Texas | Élection de 2020 du 31e district congressionnel du Texas | Élection de 2020 du 31e district congressionnel du Texas |
| -------------------------------------------------------- | -------------------------------------------------------- | -------------------------------------------------------- | -------------------------------------------------------- | -------------------------------------------------------- |
| Parti                                                    | Parti                                                    | Candidat                                                 | Votes                                                    | %                                                        |
|                                                          | Républicain                                              | John Carter (sortant)                                    | 212 695                                                  | 53,4                                                     |
|                                                          | Démocrate                                                | Donna Imam                                               | 176 293                                                  | 44,3                                                     |
|                                                          | Libertarien                                              | Clark Patterson                                          | 8922                                                     | 2,2                                                      |
|                                                          | Indépendant                                              | Jonathan Scott (write-in)                                | 147                                                      | 0,0                                                      |
| Total des votes                                          | Total des votes                                          | Total des votes                                          | 398 057                                                  | 100 %                                                    |
|                                                          | Les Républicains conservent                              |                                                          |                                                          |                                                          |

### 2022
| Primaire Républicaine de 2022 du 31e district congressionnel du Texas | Primaire Républicaine de 2022 du 31e district congressionnel du Texas | Primaire Républicaine de 2022 du 31e district congressionnel du Texas | Primaire Républicaine de 2022 du 31e district congressionnel du Texas | Primaire Républicaine de 2022 du 31e district congressionnel du Texas |
| --------------------------------------------------------------------- | --------------------------------------------------------------------- | --------------------------------------------------------------------- | --------------------------------------------------------------------- | --------------------------------------------------------------------- |
| Parti                                                                 | Parti                                                                 | Candidat                                                              | Votes                                                                 | %                                                                     |
|                                                                       | Républicain                                                           | John Carter (sortant)                                                 | 50 887                                                                | 71,1                                                                  |
|                                                                       | Républicain                                                           | Mike Williams                                                         | 14 115                                                                | 19,7                                                                  |
|                                                                       | Républicain                                                           | Abhiram Garapati                                                      | 6590                                                                  | 9,2                                                                   |

| Élection de 2022 du 31e district congressionnel du Texas | Élection de 2022 du 31e district congressionnel du Texas | Élection de 2022 du 31e district congressionnel du Texas | Élection de 2022 du 31e district congressionnel du Texas | Élection de 2022 du 31e district congressionnel du Texas |
| -------------------------------------------------------- | -------------------------------------------------------- | -------------------------------------------------------- | -------------------------------------------------------- | -------------------------------------------------------- |
| Parti                                                    | Parti                                                    | Candidat                                                 | Votes                                                    | %                                                        |
|                                                          | Républicain                                              | John Carter (sortant)                                    | 183 185                                                  | 100%                                                     |
|                                                          | Les Républicains conservent                              |                                                          |                                                          |                                                          |

### 2024
| Primaire Républicaine de 2024 du 31e district congressionnel du Texas | Primaire Républicaine de 2024 du 31e district congressionnel du Texas | Primaire Républicaine de 2024 du 31e district congressionnel du Texas | Primaire Républicaine de 2024 du 31e district congressionnel du Texas | Primaire Républicaine de 2024 du 31e district congressionnel du Texas |
| --------------------------------------------------------------------- | --------------------------------------------------------------------- | --------------------------------------------------------------------- | --------------------------------------------------------------------- | --------------------------------------------------------------------- |
| Parti                                                                 | Parti                                                                 | Candidat                                                              | Votes                                                                 | %                                                                     |
|                                                                       | Républicain                                                           | John Carter (sortant)                                                 | 55 092                                                                | 65,3                                                                  |
|                                                                       | Républicain                                                           | Mike Williams                                                         | 9355                                                                  | 11,1                                                                  |
|                                                                       | Républicain                                                           | Mack Latimer                                                          | 6593                                                                  | 7,8                                                                   |
|                                                                       | Républicain                                                           | Abhiram Garapati                                                      | 6256                                                                  | 7,4                                                                   |
|                                                                       | Républicain                                                           | William Abel                                                          | 4362                                                                  | 5,2                                                                   |
|                                                                       | Républicain                                                           | John Anderson                                                         | 2732                                                                  | 3,2                                                                   |

| Primaire Démocrate de 2024 du 31e district congressionnel du Texas | Primaire Démocrate de 2024 du 31e district congressionnel du Texas | Primaire Démocrate de 2024 du 31e district congressionnel du Texas | Primaire Démocrate de 2024 du 31e district congressionnel du Texas | Primaire Démocrate de 2024 du 31e district congressionnel du Texas |
| ------------------------------------------------------------------ | ------------------------------------------------------------------ | ------------------------------------------------------------------ | ------------------------------------------------------------------ | ------------------------------------------------------------------ |
| Parti                                                              | Parti                                                              | Candidat                                                           | Votes                                                              | %                                                                  |
|                                                                    | Démocrate                                                          | Stuart Whitlow                                                     | 10 023                                                             | 48,4                                                               |
|                                                                    | Démocrate                                                          | Brian Walbridge                                                    | 5346                                                               | 25,8                                                               |
|                                                                    | Démocrate                                                          | Rick Von Pfeil                                                     | 5332                                                               | 25,8                                                               |

| Second Tour de la Primaire Démocrate de 2024 du 31e district congressionnel du Texas | Second Tour de la Primaire Démocrate de 2024 du 31e district congressionnel du Texas | Second Tour de la Primaire Démocrate de 2024 du 31e district congressionnel du Texas | Second Tour de la Primaire Démocrate de 2024 du 31e district congressionnel du Texas | Second Tour de la Primaire Démocrate de 2024 du 31e district congressionnel du Texas |
| ------------------------------------------------------------------------------------ | ------------------------------------------------------------------------------------ | ------------------------------------------------------------------------------------ | ------------------------------------------------------------------------------------ | ------------------------------------------------------------------------------------ |
| Parti                                                                                | Parti                                                                                | Candidat                                                                             | Votes                                                                                | %                                                                                    |
|                                                                                      | Démocrate                                                                            | Stuart Whitlow                                                                       | 3512                                                                                 | 68,5                                                                                 |
|                                                                                      | Démocrate                                                                            | Brian Walbridge                                                                      | 1614                                                                                 | 31,5                                                                                 |

| Élection de 2024 du 31e district congressionnel du Texas | Élection de 2024 du 31e district congressionnel du Texas | Élection de 2024 du 31e district congressionnel du Texas | Élection de 2024 du 31e district congressionnel du Texas | Élection de 2024 du 31e district congressionnel du Texas |
| -------------------------------------------------------- | -------------------------------------------------------- | -------------------------------------------------------- | -------------------------------------------------------- | -------------------------------------------------------- |
| Parti                                                    | Parti                                                    | Candidat                                                 | Votes                                                    | %                                                        |
|                                                          | Républicain                                              | John Carter (sortant)                                    | 228 520                                                  | 64,5                                                     |
|                                                          | Démocrate                                                | Stuart Whitlow                                           | 125 959                                                  | 35,5                                                     |
| Total des votes                                          | Total des votes                                          | Total des votes                                          | 354 479                                                  | 100 %                                                    |
|                                                          | Les Républicains conservent                              |                                                          |                                                          |                                                          |